# Ulrich Eimüllner
Ulrich „Uli“ Eimüllner (* 12. Mai 1949) ist ein ehemaliger deutscher Fußballspieler.

## Karriere
Er wechselte 1975 von der SpVgg 07 Ludwigsburg zum SSV Reutlingen 05 in die 2. Liga Süd. Der Abwehrspieler bestritt 26 Zweitligaspiele, konnte jedoch den sofortigen Abstieg der Mannschaft nicht verhindern. Nach der Amateurligasaison 1976/77 verließ er Reutlingen.

## Leben nach der Karriere, schwerer Unfall
Von 1984 bis 2014 organisierte Eimüllner in Talheim bei Heilbronn das Tennisturnier Heilbronn Open, das seit 1988 zur ATP Challenger Tour gehörte. 1987 wurde er als Beifahrer bei einem Unfall auf Kreta schwer verletzt und ist seitdem auf einen Rollstuhl angewiesen. Eimüllner ist verheiratet und wohnt in Lauffen am Neckar.

## Ehrungen
- 2011: Verdienstkreuz am Bande der Bundesrepublik Deutschland